# Rupilia approximans
Rupilia approximans là một loài bọ cánh cứng trong họ Chrysomelidae. Loài này được Blackburn miêu tả khoa học năm 1900.